# Funció simètrica
En matemàtiques, el terme funció simètrica pot significar dos conceptes diferents.
Una funció simètrica de n variables és una funció el valor de la qual en qualsevol n-tupla d'arguments és el mateix que el seu valor en qualsevol permutació d'aquesta n-tupla. Encara que aquesta noció es pot aplicar a qualsevol funció els n arguments de la qual estiguin al mateix conjunt, se sol utilitzar sovint per funcions polinòmiques: aquestes funcions venen donades per polinomis simètrics.
D'altra banda, en àlgebra –particularment en combinatòria algebraica– el terme "funció simètrica" se sol referir als elements de l'anell de funcions simètriques, on aquest anell és un límit específic dels anells de polinomis simètrics de n indeterminats quan n s'aproxima a l'infinit. Aquest anell serveix com una estructura universal en la qual les relacions entre polinomis simètrics es poden expressar d'una manera independent del nombre n d'indeterminats (però els seus elements no són ni polinomis ni funcions). Entre altres coses, aquest anell té un paper important en la teoria de representació del grup simètric.